# Ben Meindertsma
Ben Meindertsma is een Nederlandse onderzoeksjournalist die werkt voor de Volkskrant. 

## Opleiding
Meindertsma studeerde van 2003 tot 2011 American Studies en Journalistiek aan de Rijksuniversiteit Groningen.

## Onderzoeksjournalist
Vanaf 2008 werkt Meindertsma voor de Evangelische Omroep als redacteur bij Dit is de Dag (Radio 1), De vijfde dag, Knevel & Van den Brink en als onderzoeksredacteur bij Dit is de Dag Onderzoek. Vanaf 2015 was hij researchredacteur bij de NOS. In 2025 stapte hij over naar de Volkskrant.

## Erkenning
In 2019 won Meindertsma de journalistieke prijzen De Loep en De Tegel in de categorie 'Nieuws' samen met NOS-collega Lex Runderkamp, Kees Versteegh en Jannie Schipper (beiden NRC) voor hun onderzoek naar de Nederlandse luchtaanval in 2015 op de Iraakse stad Hawija, waarbij 70 burgers omkwamen.
Zijn podcast Gefixt werd genomineerd voor De Loep 2021. De podcast van NPO Radio 1 en de NOS deed onderzoek naar matchfixing in het tennis, basketbal, voetbal en darten. Meindertsma maakte de podcast samen met Guido van Gorp.
Het onderzoek dat hij in 2022 met Milena Holdert maakte over het werken op Schiphol werd bekroond met De Tegel in de categorie Nieuws. Uit hun onderzoek bleek dat de Arbonormen bij het bagagepersoneel op Schiphol jarenlang waren overschreden.  Een deel van de bagage- en vrachtsjouwers kampt daardoor met lichamelijke problemen. De misstanden werden veroorzaakt doordat Schiphol zes afhandelingsbedrijven liet concurreren wie de bagage en vracht van de luchtvaartmaatschappijen mocht afhandelen.

## Prijzen
- De Tegel 2022
- De Tegel 2019
- De Loep 2019